# World Painted Blood
World Painted Blood (El mundo pintado de sangre) es el undécimo álbum de estudio de la banda estadounidense de thrash metal Slayer, lanzado a través de American Recordings/Sony Music el 3 de noviembre de 2009, siendo el único que Greg Fidelman ha producido para la banda, con Rick Rubin como productor ejecutivo. Además, es el último disco grabado con los miembros originales de la banda, ya que el guitarrista Jeff Hanneman fallecería el 2 de mayo de 2013, y el baterista Dave Lombardo sería expulsado definitivamente de la banda en 2013 tras desacuerdos económicos. Debido a las expectativas creadas después del álbum de 2006 Christ Illusion, los miembros de Slayer estuvieron aportando información respecto al disco desde comienzos de 2009. Para el lanzamiento se hicieron cuatro ilustraciones distintas, cada una de ellas siendo una cuarta parte de un mapa, que al colocarse juntas ilustraban el planeta pintado de rojo. El disco contiene once canciones, con temática de muerte, destrucción, guerra, asesinos en serie y el Apocalipsis.
Del disco se extrajeron tres sencillos: "Psychopathy Red", "Hate Worldwide" y "World Painted Blood". La primera se filtró por internet más de un año antes de su lanzamiento y se lanzó de forma oficial como sencillo en formato de 7" el 18 de abril de 2009. El disco recibió reseñas positivas de la mayoría de los críticos. The A.V. Club lo alabó diciendo que "es ecléctico, pero sin ser consciente de ello". "Hate Worldwide" y "World Painted Blood" recibieron sendas nominaciones a un Premio Grammy en la categoría de mejor interpretación de metal en la quincuagésima tercera gala de los premios Grammy. El disco llegó al puesto número dos de la lista US Top Hard Rock Albums, al puesto número doce de la lista Billboard 200 y al puesto número 41 de la lista británica de álbumes.

## Composición y grabación
| "Hicimos esas tres primeras canciones en octubre y eran todas suyas. No sé si sólo ha trabajado desde enero como yo. Supongo que comenzó a trabajar un poco antes". — Kerry King sobre las composiciones de Jeff Hanneman. Blabbermouth.net (2009) |

En World Painted Blood fue la primera vez que la banda compuso en el estudio de grabación, en lugar de comenzar el proceso con el material terminado. El hecho de no tener nada preparado hizo que el guitarrista Kerry King fuera algo escéptico. King contó: "Estaba pensando, 'Hombre, este puede ser el primer disco en mucho tiempo que va a tener que tener algo de relleno'. Pero creo que todas las canciones salieron bien. Tenía miedo de que algunas sonasen iguales y, sin embargo, todas son distintas. Fue genial como salió todo". El guitarrista Jeff Hanneman compuso la mayoría de la música y las letras. Kerry King comentó: "Me gusta porque Jeff compuso mucho en este disco. Cuando tienes a un tipo componiendo la mayoría hay una sola perspectiva. Esta vez, mucho del material de Jeff tiene vibraciones muy punky; lo que yo compongo suena thrashy con puntos punk, pero cuando compone Jeff el material es más punky con puntos thrash. Funciona bien junto". A diferencia de con Christ Illusion de 2006, la banda estaba "desprevenida" con las letras y la música. Kerry King admitió que tuvieron que enseñar a Dave Lombardo algunas de las canciones en el estudio.
El disco se grabó en Los Ángeles, California, con el productor Greg Fidelman en octubre de 2008 y se reanudó a finales de enero hasta marzo de 2009. Se grabaron un total de trece canciones para el álbum, aunque finalmente sólo se incluyeron once. En mayo de 2009, King dijo: "Creo que éste [álbum] tiene un poco de todo— más que ninguno de los que hayamos hecho desde Seasons. Así que supongo que la gente lo va a comparar con ese". De las trece canciones compuestas, siete son del guitarrista Jeff Hanneman y seis de King. King confirmó que el lanzamiento final de disco se atrasaría hasta el final del verano de 2009. En junio, una noticia publicada en el sitio web de la banda confirmó el nombre del disco. El 20 de agosto del mismo año, Roadrunner Records confirmó la lista de canciones. El 30 de octubre se permitió a algunos periodistas escuchar World Painted Blood en Duff's Brooklyn de Williamsburg, Nueva York. Thom Jurek de Allmusic dijo que la producción "tiene un enfoque totalmente distinto para esta pandilla de maníacos guitarristas".
Durante la grabación, King utilizó guitarras BC Rich Guitars, amplificadores y cabinas Marshall, púas y cuerdas Dunlop, pastillas EMG y afinador Korg. Hanneman utilizó guitarras ESP, amplificadores y cabinas Marshall, púas y cuerdas Dunlop, cableado Monster y sistema inalámbrico Shure. Vocalista/bajista Araya usó ESP bajos, amplificadores y cabinas Marshall, pastillas EMG, accesorios y púas Dunlop y efectos MXR. Lombardo usó baterías Tama, platillos Paiste, baquetas Pro-Mark y parches D'Addario.

## Música y letras

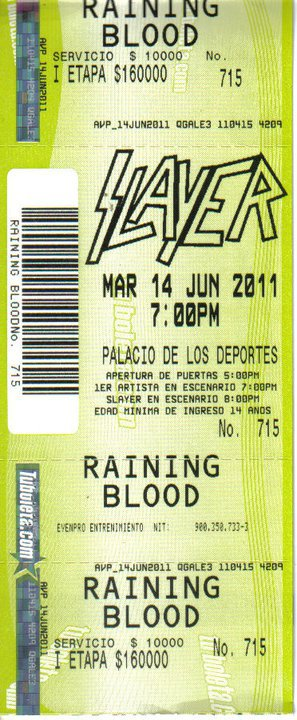
Entrada al concierto de Slayer en Bogotá, correspondiente a su gira World Painted Blood Tour en 2011.

El productor Greg Fidelman dijo que "el hecho de que las canciones fueran nuevas y frescas para ellos, mantuvo altas las buenas vibraciones y la excitación en el estudio". El vocalista Tom Araya dijo que "hay dos compositores principales en la banda, así que vas a conseguir una buena combinación de velocidad y dureza", mientras que después dijo que "las composiciones son rápidas y agresivas, a Jeff le gustan las cosas rápidas, pero con melodía y groove. Al hacer el disco, parece que teníamos la misma visión desde las ideas para canciones hasta los títulos; cuando nos juntamos como Slayer, simplemente funciona, nada es artificial, no se piensa, sólo lo hacemos, y eso fue lo que hicimos con este nuevo álbum". Lombardo dijo que las composiciones y la forma de tocar de Hanneman "habían vuelto hacia esa gran energía punk, sobre todo con 'Psychopathy Red'."
Allmusic dijo que expresa estados de ánimo como severidad, exaltamiento, confidencia, rufianería, agresividad, rebeldía, catarsis, enfado y hostilidad. Lo categorizaron dentro de géneros como el speed metal y el heavy metal. Thom Jurek dijo que la batería de Lombardo "está demasiado alto en la mezcla" y añadió sobre el estilo vocal de Tom Araya que "se entiende cada palabra, incluso en las [canciones] thrashers". "Las guitarras están muy bajito en la mezcla y a menudo no se distingue el bajo de Araya. Por lo tanto, las primeras escuchas de World Painted Blood pueden ser un poco confusas para el fan experimentado de Slayer, pero eso cambia rápidamente, y el sonido de esa batería retumbando en tu cabeza se convertirá en una más que bienvenida presencia en la mezcla".
Los miembros de la banda han afirmado que la pista que da nombre al disco es una continuación de "Final Six", que es una pista desechada de su anterior álbum. "Final Six" trata la temática del apocalipsis, al igual que "Human Stain". El guitarrista Jeff Hanneman dice que este último habla sobre la exterminación de la raza humana debido a una enfermedad mutativa. El título de "Public Display of Dismemberment" se refiere a las consecuencias del trato que dan países fuera de Estados Unidos a los criminales. Tom Araya dijo que "Unit 731" trata de un personaje "muy parecido a Josef Mengele ("El ángel de la muerte") en el sentido de que es una unidad médica dentro del ejército, de hecho, una unidad militar japonesa. Hicieron cosas similares; testaban los límites del cuerpo humano y lo usaban con propósitos científicos". "Playing With Dolls" trata sobre un niño que ve a un asesino en serie "imaginario". "Beauty Through Order" trata sobre la primera asesina en serie conocida. Jeff Hanneman explicó: "He querido componer una canción sobre esto desde hace mucho. No encontraba el ángulo desde el que abordarlo, pensé, ¿cómo escribe una mujer? No puedo escribir como una mujer, ¡soy un tío! Después pensé, 'Bueno, es mala; tuvo mucho poder y mató gente. Así que comencé a escribir y las letras simplemente fluyeron". Slayer reveló a la revista Revolver que la canción "Snuff" no tiene concepto lírico, mientras que "Psychopathy Red" se inspiró en el asesino en serie ruso Andrei Chikatilo.

## Sencillos
"Psychopathy Red", una canción inspirada en el asesino en serie ruso Andrei Chikatilo, se lanzó en una edición especial en vinilo de 7" rojo el 18 de abril de 2009 para la tercera edición del Record Store Day, aunque la canción ya se había estrenado en un canal de Youtube el 29 de octubre de 2008 para su streaming. En primera instancia, "Psychopathy Red" estaba pensado para ser la cara B de alguna de las canciones de World Painted Blood, pero después de su filtración a través de internet, decidieron añadirlo al disco.
El sencillo "Hate Worldwide" se lanzó el 28 de julio de 2010 en formato CD sencillo, de forma exclusiva en las tiendas Hot Topic. Colgaron el tema en internet desde noviembre de 2008 hasta julio de 2009 y se calcula que se hizo streaming de él más de medio millón de veces. "Hate Worldwide" se lanzó como sencillo de edición limitada el 20 de octubre de 2009, a través de Columbia Records en formato CD. La canción se puso a la venta exclusivamente a través de las tiendas Hot Topic y como streaming a través de ShockHound.com. La canción fue compuesta por Kerry King, quien dijo: "Es una pista genial y la voz de Tom suena increíble. La última línea de la canción es '...spread a little hate worldwide (...reparte un poco de odio mundialmente), y eso es justamente lo que hemos estado haciendo durante 25 años". "Hate Worldwide" fue nominado, junto a otras cinco canciones a un premio Grammy en la categoría de mejor interpretación de metal, aunque perdió en detrimento de "Dissident Aggressor" de Judas Priest.
La canción que da título al disco, "World Painted Blood", se lanzó como sencillo en vinilo de 7" el 26 de noviembre de 2010, limitado a 2500 copias. Incluye la cara B "Atrocity Vendor". Previamente se había lanzado un videoclip de la canción el 16 de junio de ese mismo año. El sencillo se distribuyó exclusivamente a través de la cadena de tiendas de discos estadounidense Metal Club. La canción, según la banda es una continuación de "Final Six", una pista adicional del disco de 2006 Christ Illusion y trata sobre el fin de la humanidad. Araya y Hanneman han dicho que "World Painted Blood" es "una de las canciones clásicas de Slayer". Para "Beauty Through Order" se realizó un video promocional.

## Recepción
World Painted Blood recibió, en general, buenas reseñas por parte de los críticos. Greg Moffitt de la cadena BBC dijo que "es el mejor en años". También dijo que "algunas de las canciones demandan la insistente exigencia de las viejas, pero francamente ya dudábamos de que tuviesen aún un álbum así dentro de ellos". Moffitt también dijo que el disco es "un viaje precioso, pero malvado". Thom Jurek de Allmusic le concedió tres estrellas y media de cinco posibles, diciendo "en muchas maneras podría ser un nuevo Reign In Blood", para seguir diciendo que "algunas composiciones de este nuevo álbum tiene mucho de ese estilo melódico de los principios de la banda, con riffs incendiarios entre estrofas: rápidas e inesperadas pirotecnias de guitarra; y ráfagas de potente batería de Lombardo llevándolo todo al rojo vivo". El crítico de Blabbermouth.net Ryan Ogle dijo que "'World Painted Blood' entra a galope a un thrash agresivo, a pesar de que no tiene esa sensación de 'directo al cuello' que se espera de la primera pista".
Leonard Pierce de The A.V. Club describió el disco como "cargante" y dijo que "cae pesado sobre bandas que hicieron su repertorio con intensidad e innovación; Slayer, en particular, se percibía como que deambulaba por el lado salvaje en los años en que Paul Bostaph tocaba batería, y las expectaciones del grupo eran muy altas". Pierce concedió al disco una graduación de A- (casi perfecto), y dijo que era "ecléctico, pero no conscientemente. Raramente flaquea en intensidad y es lo suficientemente bueno como para añadirlo a la discografía de Slayer justo después de Seasons In The Abyss —el disco al que más se parece— y que pareciese una transición casi sin costuras". Adrien Begrand de PopMatters le concedió ocho de diez estrellas, diciendo "es una ligera mejora respecto a Christ Illusion, más que ninguno de sus cinco álbumes previos. El cuarteto, con los dos guitarristas Jeff Hanneman y Kerry King, el bajista/vocalista Tom Araya y el batería Dave Lombardo se encuentran revisitando los estilos seminales de su buena época 1986–88". El crítico Chad Bowar de About.com y el sitio web MusicOMH concedieron al disco cuatro de cinco estrellas.
World Painted Blood vendió 41 000 copias en su primera semana en Estados Unidos, ubicándose en el puesto número doce de la lista de ventas Billboard 200. En la lista de ventas alemana llegó al puesto número ocho. También debutó en el puesto número 41 de la lista británica de álbumes. "Hate Worldwide" recibió una nominación a un premio Grammy en la categoría de mejor interpretación de metal en 2009, y la canción "World Painted Blood" en la misma categoría de la ceremonia de 2010.

## Lanzamiento

### Material gráfico
En junio de 2009, se anunció que el disco sería lanzado a final de ese mismo verano. La portada del disco se desveló el 15 de septiembre y, el lanzamiento del álbum ocurrió el 3 de noviembre de ese mismo año. Se produjeron cuatro portadas distintas para la edición estándar, que al colocarse juntos, crean un mapa del mundo bañado en sangre. Cada disco posee un panel rojo transparente que cobre el jewel box, con el mapa a la vista debajo del mismo. También se puede ver el mapa completo en el interior de la edición doble digipak.

### Historia del lanzamiento
| Región         | Año  | Discográfica                        | Formato         | N.º de catálogo | Referencia |
| -------------- | ---- | ----------------------------------- | --------------- | --------------- | ---------- |
| Europa         | 2009 | American Recordings                 | LP, desplegable | 88697 41318 1   | [ 51 ]     |
| Rusia          | 2009 | Sony BMG Music Entertainment        | CD              | 88697 61431 2   | [ 52 ]     |
| Japón          | 2009 | Sony Music Japan International Inc. | CD              | SICP 2253       | [ 53 ]     |
| Europa         | 2009 | American Recordings                 | CD              | 88697614912     | [ 54 ]     |
| Estados Unidos | 2009 | American Recordings                 | CD              | 88697 41318 2   | [ 55 ]     |
| Europa         | 2009 | American Recordings                 | CD              | 88697413182     | [ 56 ]     |
| Australia      | 2009 | American Recordings                 | CD, DVD, NTSC   | 88697534382     | [ 57 ]     |
| Europa         | 2009 | American Recordings                 | CD, DVD, NTSC   | 88697534382     | [ 58 ]     |
| Estados Unidos | 2009 | American Recordings                 | CD, DVD, NTSC   | 88697 41318 2   | [ 59 ]     |
| Estados Unidos | 2009 | American Recordings                 | LP, desplegable | 88697413181     | [ 60 ]     |

## Posición en listas
| Lista (2009)                         | Posición más alta |
| ------------------------------------ | ----------------- |
| Australian Albums Chart              | 9                 |
| Lista de Álbumes de Austria          | 13                |
| Lista de Álbumes Canadá              | 8                 |
| Lista de Álbumes de los Países Bajos | 15                |
| Lista de Álbumes de Finlandia        | 12                |
| Lista de álbumes de Francia          | 28                |
| Lista de álbumes de Alemania         | 7                 |
| Lista de álbumes de Bélgica          | 38                |
| Lista de álbumes de España           | 56                |
| Lista de Álbumes de Nueva Zelanda    | 16                |
| Lista de Álbumes de Noruega          | 15                |
| Lista de Álbumes de Polonia          | 16                |
| Lista de Álbumes de Suecia           | 21                |
| Lista de Álbumes de Suiza            | 14                |
| UK Albums Chart                      | 41                |
| US Billboard 200                     | 12                |
| US Top Hard Rock Albums              | 2                 |
| US Top Rock Albums                   | 4                 |

## Lista de canciones
| N.º   | Título                            | Letras                | Música   | Duración |  |
| 1.    | «World Painted Blood»             | Araya, Hanneman       | Hanneman | 5:53     |  |
| 2.    | «Unit 731»                        | Hanneman              | Hanneman | 2:39     |  |
| 3.    | «Snuff»                           | King                  | King     | 3:42     |  |
| 4.    | «Beauty Through Order»            | Araya, Hanneman       | Hanneman | 4:36     |  |
| 5.    | «Hate Worldwide»                  | King                  | King     | 2:52     |  |
| 6.    | «Public Display of Dismemberment» | King                  | King     | 2:34     |  |
| 7.    | «Human Strain»                    | Araya, Hanneman       | Hanneman | 3:09     |  |
| 8.    | «Americon»                        | King                  | King     | 3:22     |  |
| 9.    | «Psychopathy Red»                 | Hanneman              | Hanneman | 2:26     |  |
| 10.   | «Playing With Dolls»              | Araya, Hanneman, King | Hanneman | 4:13     |  |
| 11.   | «Not of This God»                 | King                  | King     | 4:20     |  |
| 39:51 |                                   |                       |          |          |  |

## Personal
| Banda - Tom Araya – voz, bajo - Jeff Hanneman – guitarra - Kerry King – guitarra - Dave Lombardo – batería | Producción - Greg Fidelman – productor, ingeniería, mezclador - Rick Rubin – producción ejecutiva - Sara Killion – ingeniero asistente - Vlado Meller – masterización - Rick Sales, Kristen Mulderig y Andrew Stuart – mánagers |